# Farm House (film)
Pour plus de détails, voir Fiche technique et Distribution.
Farm House (également écrit Farmhouse) est un film d'horreur gore américain réalisé par George Bessudo, sorti en 2008.

## Synopsis
Un jeune couple, Chad (William Lee Scott) et sa femme Scarlet (Jamie Anne Allman) ont un bébé handicapé. Chad, qui a des dettes, doit de l'argent à un bookmaker. Quand Scarlet paye la somme d'argent demandée, ses créanciers leur exigent plus.
Le couple veut prendre un nouveau départ pour oublier le passé douloureux et part pour Seattle. Pendant le voyage, ils font un accident et la voiture est gravement endommagée.
À quelques pas de là, se trouve le vignoble de Samael (Steven Weber), un viticulteur habitant avec sa femme Lilith (Kelly Hu) et Alal (Nick Heyman), leur employé sourd. Ces derniers vont faire d'eux des invités jusqu'à ce qu'ils trouvent une dépanneuse. Mais ce couple d'accueil est-il vraiment aussi salvateur qu'il le leur fait croire ?

## Fiche technique
- Titre original : Farm House (également écrit Farmhouse)
- Titre français : Farm House
- Réalisation : George Bessudo
- Scénario : Daniel Coughlin (en)
- Direction artistique : Vital Pascale
- Décors : Antony DeQuin
- Photographie : Tim Hudson
- Montage : Philip Norden
- Musique : Mark Petrie (en)
- Production : Mike Karkeh, Todd Chamberlain, Paul Seng et EP Robert Rodrigue
- Sociétés de production : Alliance Group Entertainment
- Sociétés de distribution : IFA Distribution
- Pays d'origine : États-Unis
- Langue originale : anglais
- Format : couleur (Technicolor) - 2.35 : 1 - Dolby - 35 mm
- Genre : horreur
- Durée : 96 minutes
- Dates de sortie :
  -  États-Unis (Farm House ) : 25 octobre 2008 (International Horror & Sci-Fi Film Festival)
  -  France (Farm House ) : 6 janvier 2009
  -  Allemagne (Cabin Massacre ) : 23 août 2013
- Classification : 
  - NC-17 (interdit aux moins de 17 ans aux États-Unis)
  - Interdit aux moins de 16 ans en France et à la télévision
  - FSK-16 en Allemagne et à la télévision

## Distribution
- William Lee Scott (VF : Jérôme Pauwels) : Chad
- Jamie Anne Allman (en) : Scarlet, la femme de Chad
- Steven Weber (VF : Guillaume Orsat) : Samael, le viticulteur
- Kelly Hu : Lilith, la femme de Samael
- Nick Heyman : Alal, l'employé sourd du vignoble de Samael et Lilith
- Jack Donner (en) : L'Ancien Démon Noir / Docteur Miller
- Sam Sarpong : Jonas
- Drew Sidora : Rebecca
- Adair Tishler : Scarlet, jeune
- Flynn Beck : La mère de Scarlet
- Brandon Molale (it) : L'homme
- William Henry Hudson : Günther (Gunny), le fils de Chad et Scarlet
- Elyssa Williams : Dead Baby
- Peter Sadorian : Le visiteur
- Olga Rosin : Une infirmière
- Tia Streaty : Une infirmière

## Nomination et récompenses
Le film a été présenté pour la première le 25 octobre 2008, à la International Horror and Sci-Fi Film Festival (en). La première vidéo aux États-Unis a eu lieu le 29 septembre 2009. Le film a été montré au Los Angeles Latino International Film Festival (en), le 15 octobre de 2009.

## Critiques et réception
La communauté Moviepilot (de) a évalué le film avec 5,5 points sur 10 (octobre 2014). Jörg Hesse loue sur Splashmovies une bonne histoire et des acteurs actifs et motivés.